# Rifargia merita
Rifargia merita är en fjärilsart som beskrevs av William Schaus 1906. Rifargia merita ingår i släktet Rifargia och familjen tandspinnare. Inga underarter finns listade.